# Agelasta basimaculata
Agelasta basimaculata là một loài bọ cánh cứng trong họ Cerambycidae.